# Fernando Rees

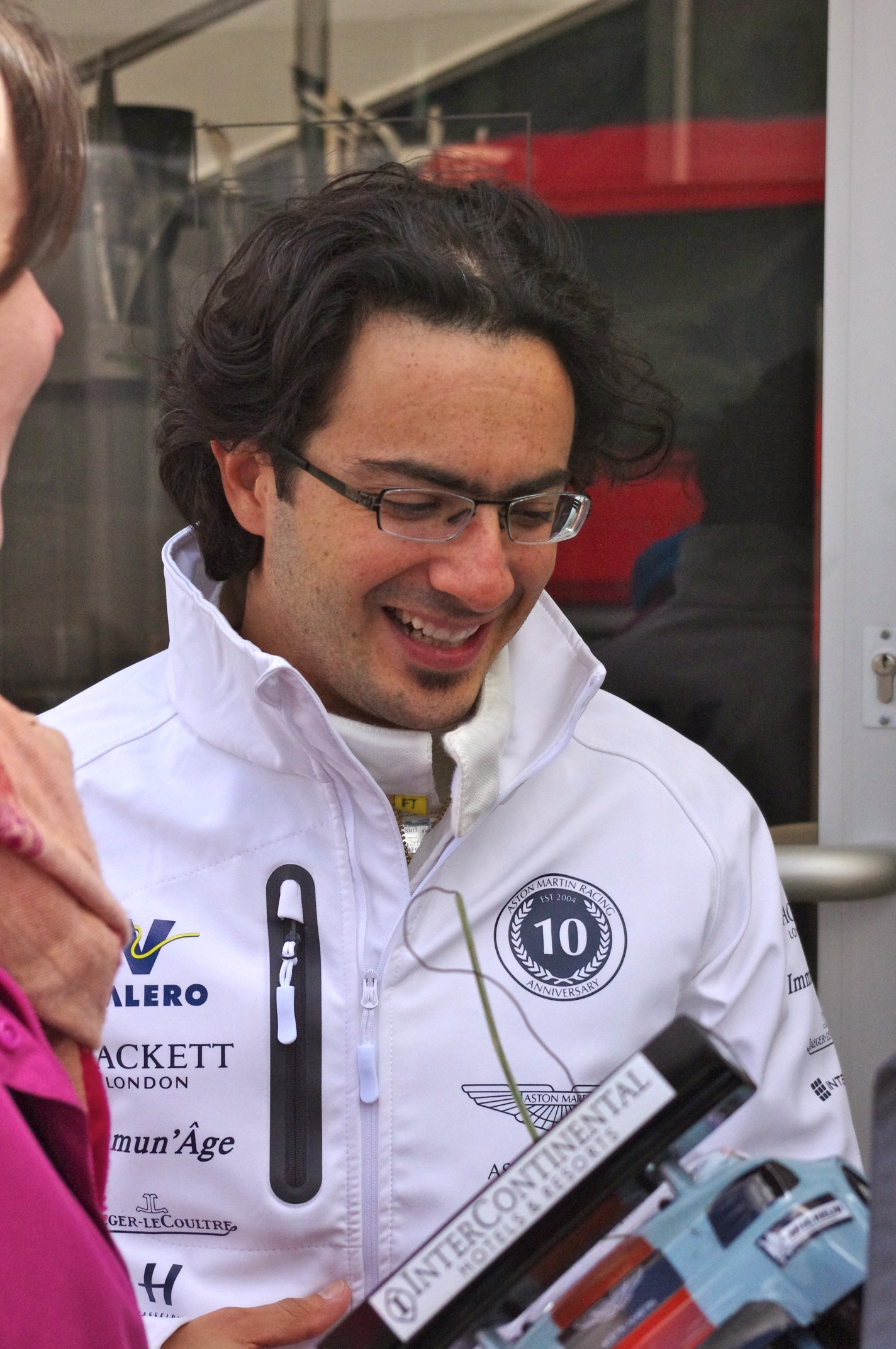
Fernando Rees 2015

Fernando Muniz Rees (* 4. Januar 1985 in São Paulo) ist ein ehemaliger brasilianischer Autorennfahrer.

## Karriere als Rennfahrer
Nach der Kartsportzeit in Brasilien. kam Fernando Rees nach Europa und fuhr Rennen in der Formel Renault. Im Herbst 2002 erhielt von der Daimler-AG-Rennabteilung die Einladung zu den Formel-3-Testtagen auf dem Circuito do Estoril. Mit dabei waren die damaligen Nachwuchsfahrer Jamie Green, Bruno Spengler, Robert Kubica, Adrian Sutil und Alexandre Prémat. Obwohl er am letzten Testtag die schnellste Rundenzeit erzielte, gelang es ihm nicht ein Engagement bei einem Einsatzteam zu erhalten. Mangels ausreichender Finanzmittel blieben Erfolge im Monopostosport weitgehend aus, da für ein Cockpit bei einem arrivierten Team der Sponsor fehlte. Bestes Saisonergebnis in dieser Phase seiner Karriere war der sechste Endrang in der Südamerikanischen Formel-3-Meisterschaft 2003.
Erfolgreich war Fernando Rees im GT- und Sportwagensport, wo er ab 2007 aktiv war. Er wurde zu einem der Stammpiloten von Larbre Compétition und steuerte deren Einsatzfahrzeuge erst in der European Le Mans Series und danach in der FIA-Langstrecken-Weltmeisterschaft. Größte Erfolge waren der zweite Rang in der Fahrerwertung der LMGT1-Klasse der Le Mans Series 2010 und die Erfolge in der Teamwertung 2010 sowie in der LMGT-Am-Klasse der FIA-Langstrecken-Weltmeisterschaft 2012.
Dreimal startete er beim 24-Stunden-Rennen von Le Mans, davon zweimal für Aston Martin Racing. Beste Platzierung war der 24. Gesamtrang 2016. Nach dem Ablauf der Rennsaison 2018 und der Teilnahme an der International GT Open beendete er seine Fahrerkarriere. 

## Statistik

### Le-Mans-Ergebnisse
| Jahr | Team                | Fahrzeug                 | Teamkollege     | Teamkollege         | Platzierung | Ausfallgrund |
| ---- | ------------------- | ------------------------ | --------------- | ------------------- | ----------- | ------------ |
| 2015 | Aston Martin Racing | Aston Martin Vantage GTE | Alex MacDowall  | Richie Stanaway     | Rang 34     |              |
| 2016 | Aston Martin Racing | Aston Martin Vantage GTE | Jonny Adam      | Richie Stanaway     | Rang 24     |              |
| 2017 | Larbre Compétition  | Chevrolet Corvette C7.R  | Romain Brandela | Christian Philippon | Rang 48     |              |

### Einzelergebnisse in der FIA-Langstrecken-Weltmeisterschaft
| Saison | Team                | Rennwagen                | 1   | 2   | 3   | 4   | 5   | 6   | 7   | 8   | 9   |
| ------ | ------------------- | ------------------------ | --- | --- | --- | --- | --- | --- | --- | --- | --- |
| 2012   | Larbre Compétition  | Chevrolet Corvette C6.R  | SEB | SPA | LEM | SIL | SAO | BAH | FUJ | SHA |     |
| 2012   | Larbre Compétition  | Chevrolet Corvette C6.R  |     | 27  |     | DNF | DNF | 21  |     |     |     |
| 2013   | Larbre Compétition  | Chevrolet Corvette C6.R  | SIL | SPA | LEM | SAO | AUS | FUJ | SHA | BAH |     |
| 2013   | Larbre Compétition  | Chevrolet Corvette C6.R  | 21  | 23  |     | 19  | 22  | 29  | 22  | 17  |     |
| 2014   | Aston Martin Racing | Aston Martin Vantage GTE | SIL | SPA | LEM | AUS | FUJ | SHA | BAH | SAO |     |
| 2014   | Aston Martin Racing | Aston Martin Vantage GTE | 14  | 17  |     | 22  | 15  | 19  | 24  | 11  |     |
| 2015   | Aston Martin Racing | Aston Martin Vantage GTE | SIL | SPA | LEM | NÜR | AUS | FUJ | SHA | BAH |     |
| 2015   | Aston Martin Racing | Aston Martin Vantage GTE | 14  | 16  | 34  | 20  | 17  | 21  | 18  | 25  |     |
| 2016   | Aston Martin Racing | Aston Martin Vantage GTE | SIL | SPA | LEM | NÜR | MEX | AUS | FUJ | SHA | BAH |
| 2016   | Aston Martin Racing | Aston Martin Vantage GTE | DNF | 17  | 24  |     |     | 20  |     |     |     |
| 2017   | Larbre Compétition  | Chevrolet Corvette C7.R  | SIL | SPA | LEM | NÜR | MEX | AUS | FUJ | SHA | BAH |
| 2017   | Larbre Compétition  | Chevrolet Corvette C7.R  | 48  |     |     |     |     |     |     |     |     |